# NGC 149
NGC 149 је лентикуларна галаксија у сазвежђу Андромеда која се налази на NGC листи објеката дубоког неба.
Деклинација објекта је + 30° 43' 25" а ректасцензија 0h 33m 50,2s. Привидна величина (магнитуда) објекта NGC 149 износи 13,8 а фотографска магнитуда 14,8. NGC 149 је још познат и под ознакама UGC 332, MCG 5-2-24, CGCG 500-44, PGC 2028.